# Sara Branham Matthews
Sara Elizabeth Branham Matthews (Oxford, 16 de noviembre de 1888-Oxford, 16 de noviembre de 1962) fue una microbióloga y médica estadounidense conocida por su investigación sobre el aislamiento y tratamiento de Neisseria meningitidis, un organismo causante de la meningitis.

## Biografía
Branham nació el 25 de julio de 1888 en Oxford, Georgia, de madre Sarah ("Sallie") Stone y padre Junius Branham.  Aunque la educación de las mujeres no era algo común en ese momento, los miembros de la familia de Sara Branham creían firmemente en el valor de la educación de las mujeres.  Siguiendo los pasos de su madre (Amanda Stone Branham, graduada en 1885) y su abuela (Elizabeth Flournoy Stone, graduada en 1840),  asistió al Wesleyan College en Macon, Georgia y se graduó con una licenciatura en biología en 1907 como tercera alumna de generación.   Ella era miembro de Alpha Delta Pi .  Con pocas oportunidades profesionales ofrecidas a las mujeres con educación en ese entonces, se convirtió en maestra de escuela, trabajando durante diez años en el sistema de escuelas públicas de Georgia en Sparta, Decatur y finalmente en la Girls' High School de Atlanta .   En el verano de 1917, Sara comenzó a tomar clases en la Universidad de Colorado para ampliar su educación,  pero a las pocas semanas, fue contratada por la Universidad de Colorado en 1917 como profesora de bacteriología, ya que había escasez de hombres del departamento durante la Primera Guerra Mundial. Ella comentó sobre el cambio de roles: "«Cuando llevaba unas seis semanas de bacteriología, ¡me ofrecieron un trabajo para enseñarla!» Completó una segunda licenciatura en la universidad en 1919, con especialización en química y zoología. y afirmó que «cuando terminó la guerra, estaba demasiado metido en bacteriología para volver a salir». Después de terminar su carrera en Colorado en 1919, se fue a Chicago durante la pandemia de influenza de 1918-1919 con el deseo de ingresar al campo de la investigación médica. Se matriculó en la Universidad de Chicago, donde finalmente completaría, todos con honores, una maestría y un doctorado. Licenciatura en bacteriología y título de médico.  Su asesor en la universidad le sugirió que estudiara la etiología de la influenza para su tesis. Por lo tanto, en busca de sus títulos en la Universidad de Chicago, estudió agentes filtrables (virus) y publicó más de una docena de artículos sobre el tema. Este trabajo finalmente le valió a Branham un puesto como instructor en el Departamento de Higiene y Bacteriología.  
En 1927, Branham dejó Chicago y comenzó a trabajar como asociado en la Facultad de Medicina de la Universidad de Rochester con Stanhope Bayne-Jones. Poco después llegó a California un brote de meningococo procedente de China. Debido a esto, la carrera de Branham cambió de rumbo y comenzó a trabajar para lo que ahora son los Institutos Nacionales de Salud (NIH) (entonces conocidos como el Laboratorio de Higiene del Servicio de Salud Pública de los Estados Unidos) en Bethesda, Maryland, como bacterióloga sénior. para estudiar meningococos. Branham permaneció en los NIH por el resto de su carrera. Permaneció en el cargo durante más de 25 años hasta que fue ascendida a Jefa de Toxinas Bacterianas de la División de Estándares Biológicos en 1955.  Branham se casó con el empresario retirado Philip S. Matthews en 1945.  Matthews murió cuatro años después.  Branham se retiró del NIH en 1958 a la edad de setenta años del puesto de Jefe de la Sección de Toxinas Bacterianas,  y murió el 16 de noviembre de 1962   después de un ataque cardíaco repentino. Está enterrada en Oxford, Georgia, en el complot de su familia.

En términos generales, la investigación de Sara Branham se basó en el campo de las enfermedades infecciosas, incluidas la influenza, la salmonella, la shigella, la difteria, la disentería y la psitacosis.   Estudió las toxinas producidas por Shigella Dysenteriae .  Sin embargo, el foco principal del trabajo de Branham en los NIH fue la meningitis. Este enfoque fue la respuesta de Branham a lo que rápidamente se estaba convirtiendo en una crisis de salud: una forma intratable de meningitis había llegado a los Estados Unidos y comenzó a propagarse rápidamente. Se le atribuye el descubrimiento y aislamiento de Neisseria meningitidis. Neisseria es un organismo causante común de meningitis,  y Branham caracteriza bien su taxonomía a lo largo de su trabajo. También descubrió que la infección se podía tratar con sulfamidas en lugar de los antisueros que se usaban en ese momento, pero que eran ineficaces para tratar esta cepa. Branham era considerada una experta internacional en la cepa de la enfermedad:  debido a sus grandes aportes al conocimiento sobre la misma, Neisseria catarrhalis pasó a llamarse Branhamella caterrhalis en 1970, años después de la muerte de Branham.  El nuevo nombre fue aceptado oficialmente en la edición de 1974 del Manual de Bacteriología Sistemática de Bergey.  Los estudios de Branham sobre enfermedades infecciosas eran conocidos a nivel nacional y llegó a ser considerada una de las «grandes damas de la microbiología». En un artículo biográfico sobre Branham publicado en la Constitución de Atlanta,  el enorme impacto de su trabajo se resumió en la exclamación: «¡Ella mató a millones de asesinos!»
Paralelamente a su ocupada vida profesional, Sara Branham desempeñó un papel activo en la comunidad. Se la considera una mujer muy influyente que inspiró a quienes trabajaron con ella a lo largo de su carrera. Ella retribuyó a su alma mater siendo una alumna activa y partidaria, regresando a reuniones y sirviendo como fideicomisaria de exalumnas de 1936 a 1939. Fue oradora destacada en varios eventos y dio muchas conferencias, incluidas dos en 1960, apenas un par de años antes de morir.  También participó activamente en muchas sociedades científicas. Contribuyó a lo que hoy es la Sociedad Estadounidense de Microbiología (entonces conocida como Sociedad de Bacteriólogos Estadounidenses).  Fue delegada en el Primer y Segundo Congreso Internacional de Microbiología en 1930 (París) y 1936 (Londres).  Se desempeñó como diplomática tanto en la Junta Estadounidense de Patología en el campo de Microbiología Clínica como en la Junta Nacional de Examinadores Médicos .  Uno de los colegas de Branham comentó que Branham se sentía igualmente cómodo entreteniendo con un vestido de gasa y una bata de laboratorio. Se la conocía por ser meticulosa con su casa y su césped, y era una ávida ornitóloga y jardinera. 

## Premios y honores
Branham recibió el premio Howard Taylor Ricketts en 1924 de la Universidad de Chicago. La Asociación de Exalumnas de Wesleyan College comenzó a reconocer los logros distinguidos de sus exalumnas individuales en 1950.  En el año inaugural, Branham fue honrado con el primer Premio al Servicio Distinguido de Wesleyan College en 1950. Más tarde recibió un premio similar de la Asociación de Antiguos Alumnos de la Facultad de Medicina de la Universidad de Chicago. También recibió un doctorado honorario en ciencias de la Universidad de Colorado, que sería el último de seis títulos en total que obtuvo en su vida.   En 1959, fue honrada como la Mujer Médica del Año de la Asociación Estadounidense de Mujeres Médicas. De manera similar al honor de Wesleyan, Branham fue honrada en la primera generación de miembros de Georgia Women of Achievement en 1992. A lo largo de su carrera, publicó ochenta artículos y ayudó en la redacción de muchos libros de texto.  Sus artículos se encuentran en la Biblioteca Nacional de Medicina . 